# 1567 en arts plastiques
| Années des arts plastiques : 1564 - 1565 - 1566 - 1567 - 1568 - 1569 - 1570    |
| Décennies des arts plastiques : 1530 - 1540 - 1550 - 1560 - 1570 - 1580 - 1590 |

Cette page concerne l'année 1567 en arts plastiques.

## Œuvres

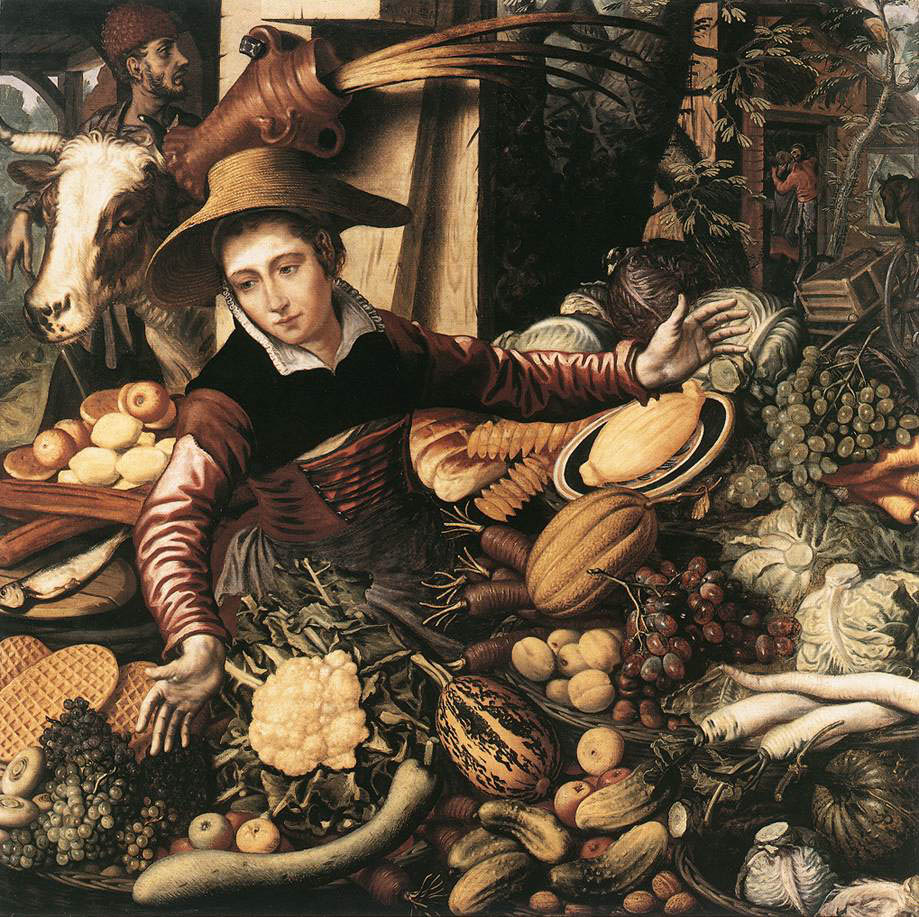
La marchande de légumes, de Pieter Aertsen.

- La Conversion de saint Paul de Pieter Brueghel l'Ancien
- Le Pays de Cocagne de  Pieter Brueghel l'Ancien
- L'Adoration des mages dans un paysage d'hiver de  Pieter Brueghel l'Ancien

## Naissances
- 13 mai : Pier Antonio Bernabei, peintre italien baroque de l'école de Parme († 1630),
- 24 septembre : Martin Fréminet, peintre français († 18 juin 1619),
- Date précise inconnue :
  - Nicolas Cordier, sculpteur né dans le duché de Lorraine († 29 novembre 1612),
  - Giovanni Giacomo Pandolfi, peintre italien († 1636),
  - Pieter Cornelisz van Rijck, peintre néerlandais († 1637),
  - Paul Vredeman de Vries, peintre et dessinateur allemand († 1617),
- Vers 1567 :
- Antoine de Succa, militaire, dessinateur et peintre flamand († 7 septembre 1620).

## Décès
- ? :
  - Pier Francesco Foschi, peintre maniériste italien (° 1502),
  - Domenico Riccio, peintre maniériste italien (° 1516),
  - Ligier Richier, sculpteur français (° vers 1500),
  - Jakob Seisenegger, peintre autrichien (° 1505),
  - Lambert Zutman dit Suavius, architecte, peintre, graveur, imprimeur et poète (° 1510).
  - Cornelis van Cleve, peintre flamand (° 1520),
  - Marinus van Reymerswaele, peintre flamand (° vers 1490).